# 仙菲爾德站
仙菲尔德站（英語：Shenfield railway station）是英國東南鐵路大東部主線的一座车站，位于倫敦的布倫特伍德區，属于C收费区。伊利沙伯线也將在2018年開始使用本站。

## 概況
本站位於仙菲尔，目前是倫敦交通局鐵路的運營終點站。

## 歷史
1843年3月2930日，本站開通，由東部郡鐵路負責管理。為布倫特伍德車站至科爾切斯特站的延伸段車站。但由於本站位於鄉村地區，客流很低。在1850年3月，車站關閉。1887年1月1日，車站重新開放，改名為仙菲尔及赫顿交汇站。本站开始有3个月台，在伦敦和东北部铁路接管後，本站於1934年擴充到了5個月台。
本站在1920年代建成了貨場，1964年5月4日，貨場關閉，變為了車站停車場。1969年2月20日，車站改為現在名稱。2013年，車站安裝蠔卡支付設備。2015年，倫敦交通局接管本站，將以地鐵的方式服務至2019年。

## 列車服務
非高峰期：
- 停靠斯特拉特福德站至利物浦街站，每小時5班
- 停靠羅姆福德站和斯特拉特福德站至利物浦街站，每小時2班
- 各站停車至利物浦街站，每小時6班
- 各站停車至紹森德維多利亞站，每小時3班
- 停靠英盖特斯通站、切爾姆斯福德站和威特姆站，之後各站停車至布倫特里站，每小時1班
- 停靠英盖特斯通站、切爾姆斯福德站、威特姆站、科爾切斯特站、威文霍站和索普勒索肯站至濱海克拉克頓站，每小時1班
- 停靠切爾姆斯福德站、威特姆站，之後各站停車至科爾切斯特鎮站，每小時1班
- 各站停車至伊普斯威奇站，每小時1班

## 其他
為了確保伊利沙伯线能夠使用本站，本站將會建設6站台及延長5站台，使得站台長度達到210米，能夠停靠9節編組的列車，以取代現有的8節列車。此外高峰期的班次亦將由每小時8班增至每小時12班。